# Флоровська Клавдія Василівна
Клавдія Василівна Флоровська (* 1883, Одеса — † 1963, Москва) — історик-медієвіст.

## Життєпис та науковий доробок
Нарадилась 21 січня 1863 в Одесі. Її батько викладав в єпархіальному училищі при жіночому монастирі в Одесі, у казенному реальному училищі та приватній жіночій гімназії, а згодом став старшим священиком Покровської церкви, ректором духовної семінарії (1900–1903), кафедральним протоієреєм Спасо-Преображенського собору. У 1894–1901 навчалась у 2-й жіночій гімназії. Через деякий час вступила на словесно-історичне відділення С.-Петербурзьких Вищі Жіночі Курси, де під впливом проф. І. Гревса визначилося коло її наукових інтересів — всесвітня історія доби середньовіччя. По закінченню курсів у вересні 1909 була відправлена у наук. відрядження до Франції та Італії. Після повернення із-за кордону склала іспити за повний курс істор. відділення іст.-філол. ф-ту С.-Петербурзького ун-ту, диплом якого отримала 1913. Під час навчання в ун-ті остаточно захопилася та приєдналася до петербурзької культурологічної школи медієвістики. Навчання у столичних ВНЗ та практика під час перебування за кордоном дали їй блискуче знання латин., італ., франц., болг. та інших мов.
У 1911 обрана дійсним членом ОБТ при Імператорського Новоросійського університету. З 1915 розпочала викладати історію в Одеській жіночій гімназії О. Г. Шольп. За допомогою молодшого брата А. Флоровського, екстраординарного проф. каф. руської історії іст.-філолог. ф-ту ІНУ та проф. іст.-філол. ф-ту ОВЖК її було включено до викладацького складу останніх. 1.09.1917 на засіданні іст.-філол. ф-ту ОВЖК декан і проф. Є. Щепкін оголосив про її обрання позаштатним викладачем. У першому н.р. їй було доручено ведення «просемінарія» загальної історії (2 год.) для студентів І і ІІ курсів. 1918/19 н.р. викладачу було збільшено кількість год. з викладання практ. занять по курсу загальної історії до чотирьох. На поч. 1919/20 н. р., була обрана приват-доцентом з доручення ведення просемінарія загальної історії для студентів І і ІІ курсів (2 г.), семінарія з історії середніх віків для студентів III і IV курсів (2 г.) та спеціальний курс з історії середніх віків для студентів III і IV курсів (2 г.).
У вересні 1919 була обрана приват-доцентом кафедри загальної історії іст.-філол. ф-ту НУ. Стала першою жінкою-викладачем на іст.-філол. ф-ті суто чоловічого ВНЗ. Активна педагогічна діяльність була перервана на поч. 1920 наступом на місто частин більшовицької армії. Маючи досвід роботи під час другого періоду радянської влади та цілком не сприймаючи марксистської ідеології, родина Флоровських вирішала емігрувати. Наприкінці січня 1920 вона разом з більшістю родичів виїхала з країни. Після остаточного встановлення у місті радянської влади, 9.05.1920 у числі 76 осіб (15 по іст.-філол. фак-ту) вчена була відрахована із проф.-викладацького складу НУ з 7.02.1920. В еміграції працювала доцентом у Софійському ун-ті. Надавала велику допомогу братам у їхніх наук. студіях. Згодом повернулася до СРСР. Мешкала у Москві та займалась перекладами для Московської Патріархії.
На сьогодні виявлено 4 праці історика. Вони яскраво свідчать, що вона позиціонувала себе як учениця та послідовниця культурно-історичної школи у дослідженні західноєвроп. медієвістики І. Гревса. Як і більшість її членів (напр., О. Добіаш-Рождественська) намагалась виявити зв'язок між релігійними, соціальними та культурними явищами. Праці історика ґрунтувались на маловідомих матеріалах з італійських архівів. Деякі документи публікувала повністю у додатках своїх праць (зокрема, «Ритуал здійснення бичування у зібраннях братства бичувальників»). Здійснювала порівняльний аналіз актових джерел (зокрема, статутів братств бичувальників). Наполягала, на обережному порівнянні релігійних та світських організацій, простеження складного взаємовпливу між ними. В одній зі статей солідаризувалась з поглядом деяких медієвістів, що кінець XIII ст. можна вважати завершенням середньовічної доби. Однак, сьогодні цей погляд є малопоширеним.

### Наукові публікації
- Святой Франциск в «Древе крестной жизни» [Убертино де Казале] // К 25-ю ученой и литературной деятельности Ивана Михайловича Гревса. Сб. статей его учеников. — СПБ, 1911;
- Братства бичующихся в Италии в кон. XIII и на XIV в. // ЖМНП. — 1912. — В. 9;
- Рец. на: Н. И. Карееву ученики и товарищи по научной работе. — СПБ, 1914 // ИОБО. — Т. IV. — В. 1. — 1915;
- Рец. на: Ш. Бемон, Г. Моно История Европы в средние века. — Петроград, 1915 // ИОБО. — Т. IV. — В. 1. — 1915 ИОБО. — Т. IV. — В. 1. — 1915.